# 23 Andromedae
Désignations
23 Andromedae (en abrégé 23 And) est une étoile de la constellation d'Andromède. 23 Andromedae est sa désignation de Flamsteed. Sa magnitude apparente est de 5,71, ce qui indique qu'elle est faiblement visible à l'œil nu dans de bonnes conditions d'observation. La distance de 23 Andromedae, calculée à partir de son décalage annuel de la parallaxe de 26,8 mas, est de ∼ 121,6 a.l. (∼ 37,3 pc) de la Terre. L'étoile s'éloigne du Système solaire avec une vitesse radiale héliocentrique de −27 km/s. Elle a un mouvement propre relativement élevé, traversant la sphère céleste à la vitesse de 0,191" par an. 23 Andromedae a été suspectée d'être une binaire spectroscopique par le passé, mais cela n'a jamais pu être confirmé et il s'agit donc probablement d'une étoile solitaire.
Le type spectral de l'étoile est F0 IV, correspondant à une étoile jaune-blanc sous-géante qui est en train d'évoluer en géante rouge. Elle présente une légère microvariabilité avec une fréquence de 0,857 84 j-1 et une amplitude de 0,006 2 en magnitude. L'étoile est âgée d'environ 759 millions d'années et fait 1,43 fois la masse du Soleil. Elle tourne sur elle-même à une vitesse de rotation projetée de 36 km/s. Elle rayonne 50 fois la luminosité du Soleil et sa température effective est de 7 089 K.